# L'habitant incert
L'habitant incert (títol original: El habitante incierto) és una pel·lícula de terror espanyola dirigida per Guillem Morales el 2005, i protagonitzada per Andoni Gracia, Mónica López, Francesc Garrido, Agustí Villaronga, Minnie Marx, Pablo Derqui, Violeta Llueca. Ha estat doblada al català.

## Argument
Félix és un arquitecte que veu com la seva estabilitat emocional s'esquerda quan la seva promesa Vera es nega a continuar a viure amb ell. Una nit, rep la visita d'un desconegut que li demana si pot fer una trucada telefònica. Félix el deixa entrar i en un moment de descuit l'individu sembla desaparèixer dins de la seva casa sense deixar cap rastre. A partir d'aquest instant, una sèrie d'esdeveniments cada vegada més angoixants el porten a la conclusió que l'intrús s'ha quedat a viure a la seva pròpia casa i que aquest amenaça la seva vida.

## Repartiment
- Andoni Gracia: Félix
- Mónica López: Claudia / Vera
- Francesc Garrido: Bruno
- Agustí Villaronga: Martín
- Minnie Marx: Sra. Mueller
- Pablo Derqui: Policía 1
- Violeta Llueca: Policía 2
- Xavier Capdet: Policía atestats
- Pere Abelló: Antonio
- Fina Rius: Alicia
- Xènia Gausa: Noia
- Gemma Lozano: Nena
- Daniel Casadellà: Nen
- Mar Targarona

## Premis
- 2004: Festival de Cinema Fantàstic de Sitges: Millor actriu (Mónica López)
- L'any 2005, Guillem Morales va ser nominat al Goya al millor director novell per aquesta pel·lícula.